# Steagul pansexual
Steagul pansexual este un steag magenta, galben și cyan, conceput ca un simbol pentru comunitatea pansexuală pentru a-și crește vizibilitatea și pentru a se distinge de bisexualitate. 

## Istorie și utilizare
Steagul a fost utilizat pe scară largă de la începutul anilor 2010, când a fost postat pe un cont anonim de Tumblr,   de către creatorul său, Jasper V.   Steagul funcționează ca un simbol al comunității pansexuale. Precum steagul LGBT este folosit ca simbol pentru lesbiene, gay, bisexuali, transsexuali și oricine altcineva din comunitate. Steagul pansexual este folosit pentru a indica faptul că pansexualii au atracții sexuale și relații cu persoane de diferite genuri și sexualități.  Teoria pansexualității își propune să conteste prejudecățile existente, care pot provoca judecată, ostracism și tulburări grave în societate. 

## Design și simbolism
Steagul pansexual este format din trei bări orizontale colorate, care sunt - de sus în jos - magenta, galben și cyan.    
Unele surse afirmă că cianul reprezintă atracția față de bărbați (sau reprezintă oamenii care sunt atrași de bărbați), magenta reprezintă atracția față de femei, iar galbenul reprezintă atracția față de oameni non-binari, cum ar fi cei care sunt agender, bigender și genderfluid .    Alte surse afirmă că culorile cyan, magenta și galben îi reprezintă pe cei care se identifică ca bărbați, femei și, respectiv, oameni non-binari.   

## Vezi si
- Simboluri LGBT
- Alte steaguri din comunitatea LGBTQ:
  - Steagul curcubeu
    - Steagul gay al Africii de Sud

  - Steagul ursului (cultura gay)
  - Steagul bisexual
  - Steagul mândriei din piele
  - Steagul transgender